# Skægklokke
Skæg-Klokke (Campanula barbata) er en art af flerårige blomstrende planter i klokke-slægten, som er hjemmehørende i Norge, Frankrig, Italien og Centraleuropa. 

## Kendetegn
Skæg-klokken bliver højst op til 20-30 centimeter. Plantens stilk er dækket af en lille roset af grålig-grønne blade, som er enkle og lancetformede. Plantens blomster er hængende klokker, som er lyseblå til dybblå og er behårede indeni (deraf det latinske navn barbata, hvilket betyder skæg). De blomstrer fra juni til august. Arten kan findes i bjergområder i en højde af op til 1,100-2,600 meter over havets overflade.

## Hjemsted
Skæg-Klokke er hjemmehørende i Norge, Mellemeuropa (Østrig, Tjekkiet, Tyskland, Schweiz), Sydøsteuropa (Italien og Slovenien) og Sydvesteuropa (Frankrig og Spanien). Arten er knyttet til let skyggede voksesteder med en jordbund, som er middelfugtig, sur og næringsfattig. Planten kan derfor findes på græssede sætere og i lyse skove.
I den tidligere mine, "Schwarzwand", som ligger i Großarltal (i delstaten Salzburg), Østrig, findes en åben skovbevoksning, og her trives arten sammen med bl.a. Almindelig Fjerbregne, Almindelig Blåbær, Almindelig Brunelle, Almindelig Guldblomme, Almindelig Gyldenris, Almindelig Kambregne, Almindelig Kattefod, Almindelig Leverurt, Almindelig Majblomst, Almindelig Mangeløv, Almindelig Milturt, Almindelig Rypelyng, Almindelig Røn, Alpe-Ærenpris, Bjerg-Fyr, Bævre-Asp, Cembra-Fyr, Dun-Birk, Europæisk Lærk, Fjeld-Kalkkarse, Fjeldviol, Grøn-El, Gul Potentil, Hedelyng, Hvid Foldblad, Hvid Hestehov, Hvid-El, Katteskæg, Klokke-Vintergrøn, Mose-Bunke, Nibladet Springklap, Rank Evighedsblomst, Rundfinnet radeløv, Rustbladet Alperose, Rød-Gran, Skov-Jordbær, Skov-Padderok, Skovsyre, Stor Frytle, Svalerod-Ensian, Tormentil, Tyttebær, Vellugtende Gulaks og Østrigsk Gemserod.

## Galleri
|  |  |  |  |